# Henry Peter Gyrich
Henry Peter Gyrich es un personaje de ficción que aparece en los cómics americanos publicados por Marvel Comics. Es un enlace del Gobierno de los Estados Unidos que está en contra de la comunidad sobrehumana.

## Historia de publicación
El personaje apareció por primera vez en Vengadores vol. 1 # 165 (noviembre de 1977) y fue creado por Jim Shooter y John Byrne

## Biografía ficticia
Henry Gyrich es la primera persona en recibir el título de Enlace del Gobierno de los Estados Unidos con los Vengadores por parte de la Agencia de Seguridad Nacional y luego por el Consejo de Seguridad Nacional. Con su estatus, Gyrich es una de solo dos personas (la otra es el Presidente de los Estados Unidos) que podría afectar a los Vengadores de muchas maneras difíciles. Durante su mandato, Gyrich revoca el estado de prioridad de los Vengadores después de resolver el problema. Los Vengadores deben aceptar las "sugerencias" de Gyrich o hacer que se quiten sus Quinjets y otros equipos sensibles. Limita la membresía activa de los Vengadores a siete miembros, obliga a Falcon a unirse de mala gana para completar una cuota de acción afirmativa que establece e instala varias medidas de seguridad para el equipo. Gyrich supervisa las actividades de los Vengadores durante los próximos meses sin incidentes, hasta que prohíbe al equipo ir a una misión para ayudar a Quicksilver. El siguiente incidente implica una fuga de seguridad. Gyrich participa en una investigación del Senado que involucra a los Vengadores y afirma que el equipo es una amenaza para la seguridad nacional. Cuando termina la investigación, el comité del Senado le da a los Vengadores nuevas pautas a seguir, y también nombra a Raymond Sikorski como su sucesor. 
El escritor Peter David ha indicado que Shooter basó a Gyrich en sí mismo. David intentó humanizar a Peter dando una historia de fondo que tocó la vida familiar de Gyrich. Después de que Betty Banner criticara a Gyrich por parecer insensible e insensible al mencionar el dolor de la muerte de Thunderbolt Ross, Gyrich corta a Banner y dice: "Mi padre murió de Alzheimer", [Betty]. Me tomé un año de licencia para cuidarlo y así no lo hizo. ser vigilado por extraños que mi salario miserable ni siquiera podía pagar. Limpié después de él, lo cuidé, y sus últimas palabras mientras acunaba su cuerpo moribundo fueron: "¿Quién diablos eres?"; Vengadores: La Iniciativa, más tarde reveló que el mayor temor de Gyrich es contraer la misma enfermedad que mató a su padre.
Antes de involucrarse con los Vengadores, Gyrich fue el enlace de la NSA con el Departamento H de Canadá. Mientras estuvo allí, se reunió y tuvo repetidos problemas con su principal agente Wolverine.
Gyrich se convierte en el miembro de la Comisión de Actividades Superhumanas, el órgano de supervisión de las actividades sobrehumanas en los Estados Unidos; Allí es parte del equipo que obliga a Capitán América a dimitir. Gyrich también participa como consultor especial en un gobierno encubierto diseñado para tratar con los problemas relacionados con los mutantes en los Estados Unidos. El proyecto es instrumental en la creación de un equipo mutante para contrarrestar la amenaza de mutantes extranjeros. 

### Dire Wraith
Henry Gyrich se involucra más tarde en los esfuerzos de guerra contra los extraterrestres de Wraith Dent. Esta vez, trabaja junto a Forge, un mutante que trabaja como fabricante de armas para el gobierno de EE. UU. y S.H.I.E.L.D., Gyrich toma el arma sobrehumana neutralizadora de poder diseñada especialmente para capturar a la mutante, Rogue para entrar en una instalación de S.H.I.E.L.D. En un encuentro con Rogue, Storm y las fuerzas gubernamentales, Gyrich accidentalmente dispara a Storm. Esta arma especializada despoja los poderes y habilidades de Storm como un mutante que Storm recupera algún tiempo después. Gyrich continúa intentando usar la propia versión de Forge del Neutralizador de Spaceknight Rom, planeando usar una versión orbital para acabar con todas las superpotencias en la Tierra. Rom y Forge lo detienen, sin embargo, y él sólo puede ver, atado, ya que Rom destierra Wraithworld (el mundo de los Wraiths) en vez de destruir a todos los héroes y villanos. Gyrich también está involucrado en la caza de Hulk después de los sucesos de Onslaught.

### Hunted by Others
Henry Gyrich es objeto de asesinato por la forma actual del Frente de Liberación de Mutantes (MLF), liderado por el Reignfire de lanzamiento de energía. Su falta de gratitud por ser rescatado es parte de lo que llevó a la mutante Feral a desertar la X-Force a la MLF. Después del evento de Onslaught Gyrich es un jugador clave en la operación Cero Tolerancia de Bastion. Él es un fiel creyente en la operación hasta que él mismo se convierte en un objetivo de Centinelas. Después de ser rescatado por Spider-Man, Marrow y Callisto, Gyrich exige que el programa se cierre.

### Explotaciones políticas
Gyrich es promovido para ser el sucesor de Valerie Cooper como directora de la CSA. Mientras está allí, el Barón Strucker coloca a Gyrich en secreto bajo el control de los nanites. Gyrich usa los recursos de la Comisión y remite al vigilante Nómada al asesino Scourge e intenta vivir su "fantasía" de matar a todos los superhumanos del mundo, antes de ser detenido por los Thunderbolts. 
Después de ese incidente, es reasignado al Departamento de Estado de los Estados Unidos y se convierte en el enlace para la Pantera Negra, así como en el nuevo enlace de los Vengadores con las Naciones Unidas (por sugerencia del Capitán América). Durante este tiempo, se redime a sí mismo a los ojos del equipo cuando se niega a entregar información sobre los Vengadores al Cráneo Rojo (disfrazado de Secretario de Defensa, Dell Rusk). Nunca se rompe, incluso bajo severa tortura, lo que impresiona a los demás. Ahora, un fiel oficial de enlace con los Vengadores, el trabajo de Gyrich llega a su fin después de que las Naciones Unidas terminen su relación con los Vengadores.
Siguiendo la trama de Civil War, Gyrich es el Secretario de las Fuerzas Armadas Superhumanas. Su base de operaciones es el centro de entrenamiento sobrehumano en Stamford, Connecticut. Es bajo sus órdenes que el Guantelete es reclutado como el Instructor de Perforación de la instalación. Esto viene después de que Gauntlet lo salve de un ataque HYDRA en Irak. Gyrich da órdenes para encubrir la muerte de MVP Él hace arreglos para proporcionar un tutor especial para Trauma a través de su viejo amigo Hank McCoy. Se revela que el tutor es la mutante Dani Moonstar. No se llevan bien y Gyrich dispara a Moonstar por entrenar a Trauma a usar poderes para ayudar a las personas con fobias debilitantes en lugar de usarlas como un arma. Después de la debacle de KIA, Gyrich tuvo que lidiar con una investigación relacionada con el programa Iniciativa, entablando una discusión acalorada con Iron Man, donde Gyrich dice que Iron Man "¡puso la sangre del Capitán América en sus manos!". Aparentemente despedido de su posición de Iniciativa, más tarde hace una declaración en la que afirma en una conferencia de prensa que había decidido "retirarse" para pasar tiempo con su familia. Cuando un reportero señala que Gyrich no tiene familia viva, se niega a dar más detalles.
Gyrich se convierte en el principal antagonista de Kieron Gillen y la nueva serie S.W.O.R.D. de Steven Sander. Se une a S.W.O.R.D. (Sentient World Observation and Response Department) bajo las órdenes de Norman Osborn y se convierte en el colíder junto a Abigail Brand. En el primer volumen, Gyrich logra secuestrar a varios extranjeros notables, entre ellos Noh-Varr, Adam X, Jazinda, Karolina Dean y Hepzibah, todos en su deseo de enviar a los extranjeros a casa. También arresta tanto a Brand como a Lockheed. Gyrich sobrevive a una toma de control por parte de un extraterrestre de la instalación simplemente por estar demasiado dosificado con gas de neutralización de intrusos como para ser una gran amenaza. Brand, con la ayuda de varios seres súper poderosos, retoma el trabajo y chantajea a Gyrich para que deje a S.W.O.R.D. solo.
Si bien no se sabe si HYDRA le lavó el cerebro o si fue por su propia voluntad, Gyrich trabajó junto a ellos para controlar a Dennis Dunphy y convertirse en el nuevo Scourge para matar criminales y "arreglar el sistema". Después de que el Capitán América le tendió una trampa, fue capturado por S.H.I.E.L.D.
Durante la historia de Civil War II, Henry Gyrich representó a los Estados Unidos como miembro de la Junta de Gobernadores del Programa de Alpha Flight.

## Otras versiones

### Era de Apocalipsis
En la historia de la línea de tiempo alternativa de "Era de Apocalipsis", Gyrich es un terrorista suicida anti-mutante que amenaza con destruir el Cielo, el club de Ángel. Él es derrotado por los hermanos Bedlam. Fue devuelto en la actual "Edad de Apocalipsis" en curso, como líder en la resistencia humana. Perdió sus piernas, en "la ofensiva para volar el núcleo de poder de Seattle", lo confinó en una silla de ruedas, y se lo ve ayudando a evaluar al ahora impotente Jean Grey.

### Mutant X
En el cómic del Mutante X, Gyrich es el enlace del gobierno con los Vengadores. Pide la ayuda de los Seis para buscar a Drácula después de que las fuerzas sacaron al vampiro de la prisión de la Bóveda. En esta continuidad, nuevamente tiene un problema serio con el Capitán América.

### Ultimate Marvel
La iteración Ultimate Marvel de Henry Gyrich se parece visualmente a su contraparte principal, aunque con cabello rubio. Él trabaja para la CIA, tratando de establecer un sistema de verificación y balance para Nick Fury y The Ultimates en el caso. Cuando un clon envejecido rápidamente se hizo creer que era el Dr. Richard "Ray" Parker, la historia de fondo del clon incluía continuar el proyecto Venom para Gyrich. Sin embargo, resulta que el verdadero Gyrich trabaja para que un equipo de ataque del FBI encuentre a Otto Octavius. Durante la batalla de Peter Parker y Spider-Woman con el Doctor Octopus, Fury distrae a Gyrich haciendo preguntas confusas y confrontándolo sobre el programa ilegal Spider-Clone de Spider-Man que había estado sucediendo detrás de S.H.I.E.L.D.

### What If...?
En un número de What If...? Gyrich es convocado por el presidente de EE. UU. Para interrumpir un mitin encabezado por Mary Richards, la hija de Reed Richards y Susan Richards, y una curandera y activista filantrópica, porque el presidente teme la creciente popularidad de su causa. Gyrich intenta hacerlo disfrazándose de Capitán América y escondiendo agitadores en la multitud; se las arregla para acercarse a Mary y apuñalar críticamente antes de que se rompa su mano por la Mole. Pero su plan fracasó severamente cuando Mary usa poderes curativos para sofocar la violencia que estalla entre la multitud y, luego de recuperarse por completo, instiga la disolución del sistema de gobierno existente. Después de eso, Gyrich recibe una visita del Capitán América, que busca venganza por el abuso de Gyrich del nombre y los ideales del hombre.

## En otros medios

### Televisión
- Henry Gyrich apareció en la serie animada X-Men de los años 90, expresado por Barry Flatman. Esta versión es contra los mutantes. Es visto por primera vez en el piloto "Noche de los Centinelas" junto a Bolivar Trask, supervisando el proyecto Centinela. Parece pensar que todos los mutantes trabajan juntos mientras cuestionaba sin sentido a Jubilee acerca de los X-Men. Después de que el programa Centínela fuera cerrado, volvió a aparecer en el episodio "Slave Island" como parte de un campamento de esclavos de Genosha. Henry y Trask son vistos unas pocas veces más en los episodios "The Final Decision" y "Courage", típicamente en la carrera de Master Mold. En el final "Día de Graduación", Henry habla en una cumbre anti-mutante que detalla los diversos ataques mutantes. Mientras el Profesor X intenta convencer a Henry de que no todos los mutantes son malvados, Henry retalia atacando al Profesor X con una pistola sónica que termina poniendo al Profesor X cerca de la muerte y involuntariamente haciendo que el Profesor X transmita ondas psíquicas, revelando que el Profesor X es un mutante al mundo. Mientras los X-Men se apresuran a ayudar al Profesor X, Henry es arrastrado por los guardias de seguridad alegando que los mutantes son peligrosos, aparentemente habiendo vuelto locos.
- Henry Gyrich aparece en Fantastic Four: World's Greatest Heroes expresado por Don Brown. Se le ve en el episodio "Imperio Rex", diciendo a los Cuatro Fantásticos de no confrontar a Namor.
- Henry Gyrich aparece en Los Vengadores: Los héroes más poderosos de la Tierra, expresado por Jim Ward. En el episodio "Bienvenidos al Imperio Kree", se le da un recorrido por Carol Danvers en la nave de Kang el Conquistador, Damocles que ha sido re-propuesto como una base de SWORD, y conoce a Abigail Brand. Justo después de que Gyrich aprende de Carol que SWORD no ha capturado a ningún extraterrestre, aparece una nave de guerra Kree. Él y Abigail son atacados por los soldados Kree que se dirigen a Damocles. Gyrich ayuda a Abigail y los agentes de SWORD a recuperar Damocles y confiscar la nave Kree. Cuando Abigail le pregunta si va a incluir su victoria en su informe, Gyrich dice que Abigail no está despedida todavía. El episodio, "Prisionero de Guerra" ha demostrado que el verdadero Gyrich fue reemplazado pronto por un Skrull, ya que está entre los presos y escapan de la nave nodriza Skrull con el Capitán América. En el episodio "Invasión Secreta", su impostor Skrull instala una bomba en la base de SWORD, pero todo su personal consigue salir.
- Los elementos de la caracterización de Henry Gyrich aparecen en Avengers: Ultron Revolution para ser amalgamados en el disfraz de Ultron de Truman Marsh (expresado por William Salyers), como el enlace gubernamental de los Vengadores que está en contra de los individuos metahumanos.[21][22]

### Cine
Henry Gyrich apareció en la película de 2000 X-Men, interpretado por Matthew Sharp. Su personaje originalmente iba a aparecer como un antagonista de apoyo junto a Bolivar Trask con los Centinelas. En la película, fue asistente del senador Robert Kelly y se hace pasar por Mystique. Se supone que el verdadero Gyrich fue asesinado por Sabretooth como un informe de noticias menciona que el cadáver de Gyrich aparentemente fue "mutilado por un oso".